# Кульнев, Илья Яковлевич
Илья Яковлевич Кульнев (8 декабря 1856, Псков, Псковская губерния, Российская империя — 17 марта 1910, Санкт-Петербург, Российская империя) — русский военачальник, генерал-майор (1908), генерал-майор Свиты (1909).

## Биография
Происходил из дворянского рода Кульневых. Родился в Пскове в 1856 году года в семье небогатого помещика Якова Ивановича Кульнева. В семье было ещё два сына, достигших известности: генерал-майор Иван Яковлевич (1853—?) и врач-венеролог Сергей Яковлевич (1858—1926). Двоюродным дедом братьев был герой Отечественной войны 1812 года Яков Петрович Кульнев.
В 1873 году поступил в 3-е Александровское военное училище. В 1875 году окончил его и был выпущен прапорщиком в 6-й гренадерский Таврический полк. В составе полка принимал участие в Русско-турецкой войне 1877—78 годов, за отличие был произведён в поручики. 
В дальнейшем служил во Втором кадетском корпусе ротным командиром. В 1904—1908 годах был командиром Копорского 4-го пехотного полка. В 1908 году был произведён в генерал-майоры и назначен командиром 1-й бригады Первой гренадерской дивизии.
В 1909 году был сопричислен к Свите и назначен командиром Семёновского лейб-гвардии полка. В 1910 году скончался в Санкт-Петербурге и был похоронен на кладбище санкт-петербургского Воскресенского Новодевичьего монастыря. 
Кульнев был женат и имел шестерых детей, из которых Илья Ильич Кульнев (1885—1915) был лётчиком-испытателем.

## Некоторые награды
- Орден Святого Станислава 2-й степени (1896)
- Орден Святой Анны 2-й степени (1899)
- Орден Святого Владимира 4-й степени (1902)
- Орден Святого Владимира 3-й степени (1906)